# Chevy Chase Village
Chevy Chase Village é uma vila localizada no estado americano de Maryland, no Condado de Montgomery.

## Demografia
Segundo o censo americano de 2000, a sua população era de 2043 habitantes.
Em 2006, foi estimada uma população de 2083, um aumento de 40 (2.0%).

## Geografia
De acordo com o United States Census Bureau tem uma área de 1,1 km², dos quais 1,1 km² cobertos por terra e 0,0 km² cobertos por água.

## Localidades na vizinhança
O diagrama seguinte representa as localidades num raio de 4 km ao redor de Chevy Chase Village.